# Bitva u Rudau
Bitva u Rudau (německy Schlacht bei Rudau, litevsky Rūdavos mūšis) se odehrála 17. nebo 18. února 1370 u vesnice Rudau nedaleko Královce mezi vojsky Litevského velkoknížectví a Řádem německých rytířů.

## Pozadí
Řád německých rytířů pořádal výjezdy na území Litevského velkoknížectví již od roku 1290, a to za účelem pokřesťanštění území. Tyto akce se však setkávaly s vojenským odporem. V srpnu 1369 došlo k vypálení litevské pevnosti u řeky Nevéžis, při které bylo upáleno 109 místních obyvatel. V návaznosti na tuto událost varoval velkokníže Algirdas maršála Henninga Schindekopa, že může dojít k vojenské odvetné akci. V závislosti na tom došlo k posílení německé vojenské posádky ve městě Královec.

## Průběh bitvy
Litevská armáda, vedená velkoknížaty Algirdasem a Kęstutisem a složená nejen z Litevců, ale i z Tatarů, Rusínů a Žmuďanů, vypálila německý hrad ve vesnici Rudau. Velmistr řádu se tak rozhodl pro protiakci, kdy domluvil s litevskou armádou bitvu nedaleko vesnice, přičemž k tomuto účelu použil posádku z nedalekého Královce. Informace o dalším průběhu konfliktu chybí; detailní informace přináší až o několik desítek let později polský kněz a historik Jan Długosz, který však neuvádí zdroje svých informací.
Litevci však utrpěli poměrně drtivou porážku a zbývající litevská armáda se rozdělila. Zatímco část vedená Algirdasem se opevnila v nedalekém lese a čekala na další útok, zbylá část pod vedením Kęstutisa se dala na útěk. Maršál Schindekop hodlal pronásledovat a zničit obě zbývající nepřátelské části armády, avšak byl těžce zraněn kopím a při cestě do Královce zraněním podlehl. Velení armády po zranění maršála prý převzal Hans von Sagan, mytická figura východopruského folkoru.
Dle zdrojů Řádu německých rytířů došlo k nepřátelským ztrátám v počtu 1000 až 5500 mužů, a to nejen kvůli bojovým zraněním, ale také kvůli hladovění či umrznutí. V tomto čísle jsou však pravděpodobně zahrnuti i zemřelí z ostatních bitev probíhajících stejný rok: bitva o Ortelsburg, dílčí bitvy v Galicijsko-Volyňské válce a druhá bitva o Moskvu. Samotný řád však utrpěl také ztráty: padlo několik důstojníků včetně maršála Schindekopa a dvou komturů. Vítězství tak bylo sice dosaženo, avšak za cenu poměrně vysokých ztrát.

## Důsledky
Vítězství v bitvě bylo přisuzováno Panence Marii a velitel Winrich von Kniprode na její počest založil augustiniánský klášter v Heiligenbeil. Zároveň je tato bitva považována za poslední vážné ohrožení ze strany Litevců v oblasti Pruska ve 14. století.